# Championnats panaméricains de boxe amateur 2001
Navigation
Édition précédente Édition suivante
La 5e édition des championnats panaméricains de boxe amateur s'est déroulée à San Juan, Porto Rico, du 12 au 18 août 2001. 

## Résultats

### Podiums
| Catégories                    | Or                      | Argent                | Bronze                            |
| Poids mi-mouches (-48 kg)     | Luis Ramos              | Patricio Calero       | Rayonta Whitfield Paulino Guilara |
| Poids mouches (-51 kg)        | Carlos Valcarcel        | Raul Martinez         | Sergio Mendez Santiago Acosta     |
| Poids coqs (-54 kg)           | Elio Rojas              | Juan Manuel Lopez     | Jason Litzau Carlos Souza         |
| Poids plumes (-57 kg)         | Agnaldo Nunes Magalhaes | Matias Ferreyra       | Edgard Perez Juan Castaneda       |
| Poids légers (-60 kg)         | Sergio Priotti          | Jairo Gonell          | Guillermo Becerril Tony Davis     |
| Poids super-légers (-63,5 kg) | Lucas Matthysse         | Jorge Alberto Padilla | Marcos Costa Larry Gonzales       |
| Poids welters (-67 kg)        | Jose Correa             | Edgardo Funes         | Junior Greenidge Henry Mendez     |
| Poids super-welters (-71 kg)  | Juan Ubaldo             | Julian Townsend       | Fabian Velardes Cleiton Conceicao |
| Poids moyens (-75 kg)         | Guillermo Reyes         | Alejandro Grueso      | Joilson Santos Hector Ortiz       |
| Poids mi-lourds (-81 kg)      | Luis Hodge              | Ramiro Reducindo      | Matt Godfrey Alexsandro Cardoso   |
| Poids lourds (-91 kg)         | Devin Vargas            | Domingo Paulino       | Nestor Erard Pascual Aguas        |
| Poids super-lourds (+91 kg)   | Victor Bisbal           | George Garcia         | Beber Espinoza                    |

### Tableau des médailles
| Place | Pays                   | Médaille d'or, Amérique | Médaille d'argent, Amérique | Médaille de bronze, Amérique | Total |
| ----- | ---------------------- | ----------------------- | --------------------------- | ---------------------------- | ----- |
| 1     | République dominicaine | 4                       | 2                           | 0                            | 6     |
| 2     | Porto Rico             | 4                       | 1                           | 2                            | 7     |
| 3     | États-Unis             | 1                       | 3                           | 5                            | 9     |
| 4     | Argentine              | 2                       | 2                           | 3                            | 7     |
| 5     | Brésil                 | 1                       | 0                           | 6                            | 7     |
| 6     | Mexique                | 0                       | 2                           | 3                            | 5     |
| 6     | Équateur               | 0                       | 2                           | 3                            | 5     |
| 8     | Bahamas                | 0                       | 0                           | 1                            | 1     |
| Total | 8 pays médaillés       | 12                      | 12                          | 23                           | 47    |